# Ascotolinx
Ascotolinx är ett släkte av steklar. Ascotolinx ingår i familjen finglanssteklar.
Kladogram enligt Catalogue of Life:
| Ascotolinx | \| \| Ascotolinx funeralis \| \| \| \| \| \| Ascotolinx reticoxa \| \| \| \| |
|            | \| \| Ascotolinx funeralis \| \| \| \| \| \| Ascotolinx reticoxa \| \| \| \| |
|            | Ascotolinx funeralis                                                         |
|            |                                                                              |
|            | Ascotolinx reticoxa                                                          |
|            |                                                                              |